# Jesper Ahle
Jesper Tvistholm Ahle (født 13. februar 1981 i Nørre Felding) er en dansk tidligere håndboldspiller. Han indstillede karrieren i 2012, hvor han havde spillet 1 sæson for Aalborg Håndbold i Håndboldligaen. Han skiftede til Aalborg Håndbold fra Bjerringbro-Silkeborg for at erstatte Olexandr Shevelev, der var langtidsskadet.
Ahle har spillet 6 kampe for det danske herrehåndboldlandshold.

## Eksterne links
- Spillerprofil Arkiveret 3. september 2011 hos  Wayback Machine
- Spillerinfo Arkiveret 19. juli 2011 hos  Wayback Machine